# Ochetobius elongatus
Ochetobius elongatus är en fiskart som först beskrevs av Kner, 1867.  Ochetobius elongatus ingår i släktet Ochetobius och familjen karpfiskar. Inga underarter finns listade i Catalogue of Life.